# 키라이 가보르
키라이 가보르 페렌츠(헝가리어: Király Gábor Ferenc, 1976년 4월 1일 ~ )는 헝가리의 전 축구 선수로 과거 포지션은 골키퍼였으며 선수 시절 경기 때마다 회색 운동복 바지를 입은 것으로 유명하다.
1998년 오스트리아와의 A매치 경기에서 데뷔하였다. 2015년 11월 12일 노르웨이 오슬로에서 열린 노르웨이와의 UEFA 유로 2016 예선 플레이오프 1차전 경기에서 선발 출전하면서 통산 A매치 100번째 출전을 달성하였다.
2016년 6월 14일에 열린 오스트리아와의 UEFA 유로 2016 본선 조별 예선 경기에서 출전하면서 UEFA 유럽 축구 선수권 대회 역사상 최고령 출전 선수 기록을 수립했다. 출전 당시의 나이는 40세 75일로 독일의 로타어 마테우스가 세웠던 39세 91일의 기록을 갱신했다.

## 같이 보기
- A매치 100경기 이상 출전한 축구 선수 명단